# Florence Kelley
Florence Moltrop Kelley, född 12 september 1859 i Philadelphia, död där 17 februari 1932, var en amerikansk aktivist.
Kelley studerade juridik i Zürich, där hon anslöt sig till socialistpartiet. Hon utförde även den första engelska översättningen av Friedrich Engels Die Lage der arbeitenden Klasse in England (The Condition of the Working Class in England, 1887). Efter att ha återvänt till USA var hon verksam vid Hull House i Chicago. År 1893 blev hon den första kvinnan på posten som chefsfabriksinspektör i Illinois och drev igenom en delstatslag mot låglönefabriker. År 1899 blev hon sekreterare i National Consumers' League och propagerade för lagstiftning i syfte att skydda kvinnor och barn. Hon var även verksam inom rörelsen för kvinnlig rösträtt och var vice ordförande i National American Woman Suffrage Association 1905–1909. År 1919 var hon delegat vid Internationella kvinnokonferensen för permanent fred i Zürich.